# Xuân Tảo
Xuân Tảo là một phường thuộc quận Bắc Từ Liêm, thành phố Hà Nội, Việt Nam.

## Địa lý
Phường Xuân Tảo nằm ở phía đông bắc quận Bắc Từ Liêm, có vị trí địa lý:
- Phía đông và phía bắc giáp quận Tây Hồ
- Phía tây giáp các phường Xuân Đỉnh và Cổ Nhuế 1
- Phía nam giáp phường Cổ Nhuế 1 và quận Tây Hồ.

Phường có diện tích 2,26 km², dân số năm 2022 là 20.652 người, mật độ dân số đạt 9.138 người/km².

## Lịch sử
Phường Xuân Tảo được thành lập vào ngày 27 tháng 12 năm 2013 trên cơ sở điều chỉnh 226,30 ha diện tích tự nhiên và 12.622 người của xã Xuân Đỉnh thuộc huyện Từ Liêm cũ.